# عكرمة صبري
عكرمة سعيد عبد الله صبري (1939- ) خطيب المسجد الأقصى، ورئيس الهيئة الإسلامية العليا في القدس ومفتي القدس والديار الفلسطينية سابقًا. عُيَّن كمفتٍ في أكتوبر 1994م حتى إحالته على التقاعد في 2006م لمواقفه الصارمة وغير الموالية للسلطة الفلسطينية.

## حياته
كانت عائلة الدكتور عكرمة صبري معروفة بالتدين، فوالده هو سعيد صبري قاضي بيت المقدس وعضو محكمة الاستئناف الشرعية وهو عضو مؤسس للهيئة الإسلامية العليا في القدس.
حصل الشيخ عكرمة على شهادته الثانوية من المدرسة الصلاحية بمدينة نابلس حيث كان والده يعمل قاضياً في المدينة حينها. ثم حصل على درجة البكالوريوس في الدين واللغة العربية من جامعة بغداد عام 1963م. ثم أتم دراسته ليحصل على شهادة الماجستير في الشريعة من جامعة النجاح الوطنية في نابلس. بعدها حصل على شهادة الدكتوراه (العالمية) في الفقه العام من كلية الشريعة والقانون في جامعة الأزهر بمصر وموضوع الرسالة (الوقف الإسلامي بين النظرية والتطبيق).
تتلمذ الشيخ عكرمة على يد علماء كبار، إضافة إلى والده الشيخ سعيد صبري منهم الشيخ العلامة مصطفى الزرقا ومعروف الدواليبي والدكتور محمد حسين الذهبي والشيخ ياسين الشاذلي.
عمل بدايةً مدرساً في ثانوية الأقصى الشرعية بمدينة القدس (المعهد العلمي الإسلامي سابقاً). بعد نكسة 1967م تولّى الشيخ عكرمة إدارة المدرسة التي انتقلت من مقرها في بناية المدرسة التكزية بعد أن استولت عليها سلطات الاحتلال الإسرائيلي إلى بناية دار الأيتام الإسلامية في البلدة القديمة بالقدس قبل أن تنتقل إلى أروقة المسجد الأقصى المبارك في باب الأسباط.
تولى الشيخ عكرمة صبري عدداً من المناصب منها مديراً للوعظ والإرشاد في الضفة الغربية ومديراً لكلية العلوم الإسلامية / أبو ديس ومفتياً عاماً للقدس وضواحيها والديار الفلسطينية.

## نشاطاته
هو مؤسس هيئة العلماء والدعاة في فلسطين عام 1992م ورئيسها، ورئيس مجلس الفتوى الأعلى في فلسطين وخطيب المسجد الأقصى المبارك، وهو عضو مؤسس في رابطة مؤتمر المساجد الإسلامي العالمي بمكة المكرمة، وعضو المجمع الفقهي الإسلامي الدولي بجدة. وقد انتخب رئيساً للهيئة الإسلامية العليا في القدس الشريف عام 1997م.
وقد شارك الشيخ عكرمة في العديد من المؤتمرات والندوات، وعُرِف بمشاركته في الكثير من النشاطات والفعاليات المناهضة لتهويد القدس. وقد تعرض مراراً للنقد والمضايقة والاستجواب والاعتقال من قبل سلطات الاحتلال الإسرائيلي.
في 19 يناير 2020م، تسلم عكرمة صبري قرارًا بالإبعاد عن المسجد الأقصى حتى 25 يناير 2020م. كما وتصدر وسم #كلنا_الشيخ_عكرمة ضمن حملة تضامنية منصات التواصل الاجتماعي رفضًا للقرار.

## مشاركات أخرى
- رئيس الهيئة الإسلامية العليا / القدس.
- عضو الرابطة العالمية لخريجي جامعة الأزهر الشريف وعضو فلسطين الدائم عن الرابطة.
- عضو مؤسس في الإنترنت الإسلامي العالمي (Islam online).
- عضو مؤسس في مؤتمر المساجد الإسلامي العالمي/ مكة المكرمة.
- رئيس مجلس أمناء مدارس ورياض الأقصى الإسلامية/ القدس.
- عضو مؤسس في جمعية الشبان المسلمين/ القدس.
- رئيس جمعية بيت الرحمة الإسلامي للمسنين بالقدس.
- رئيس فخري لجمعية المكفوفين المقدسيين/ القدس.
- عضو مؤسس لمجمع فقهاء الشريعة في أمريكا/ واشنطن.
- رئيس مجلس أمناء الهيئة الوطنية العليا لمكافحة المخدرات.
- رئيس فخري لجمعية وادي النيص الخيرية.
- عضو الهيئة الاستشارية لمجلة الرسالة المصرية / القاهرة.
- عضو مؤسس رابطة علماء الشام.
- عضو مجلس أمناء الاتحاد العالمي لعلماء المسلمين.
- رئيس المجلس الاستشاري لكلية القرآن والدراسات الإسلامية في القدس/ سابقاً.
- رئيس تحرير مجلة هدى الإسلام المقدسية/ سابقاً.
- رئيس نادي الهلال المقدسي/ سابقاً.
- مدير تحرير ملحق القدس الشهري/ سابقاً.

## مؤلفات وكتب
من كتاباته:
- الوقف الإسلامي بين النظرية والتطبيق.
- التنوير في العقيدة والتفسير.
- الوجيز في علم أصول الفقه.
- أضواء على إعجاز القرآن الكريم.
- الدعوة الإسلامية ضرورة واجبة.
- الإسلام والتحديث.
- التمريض في التاريخ الإسلامي.
- التربية في الإسلام.
- كيفية الوضوء والصلاة.
- العلم طريق الإيمان.
- ارحموا أهل الأرض.
- مذكرات في الحديث الشريف (ثلاثة أجزاء).
- الوجيز في علم مصطلح الحديث.
- حقنا في فلسطين.
- المنتقى من أحاديث المصطفى.
- فتاوى في شؤون صحية.

## روابط خارجية
- الموقع الرسمي